# 全國婦女選舉權聯盟
全國婦女選舉權聯盟（National Union of Women's Suffrage Societies）是一個遍佈英國的女性選舉社會組織，由支持女性選舉權者成立。

## 組織進程與理念

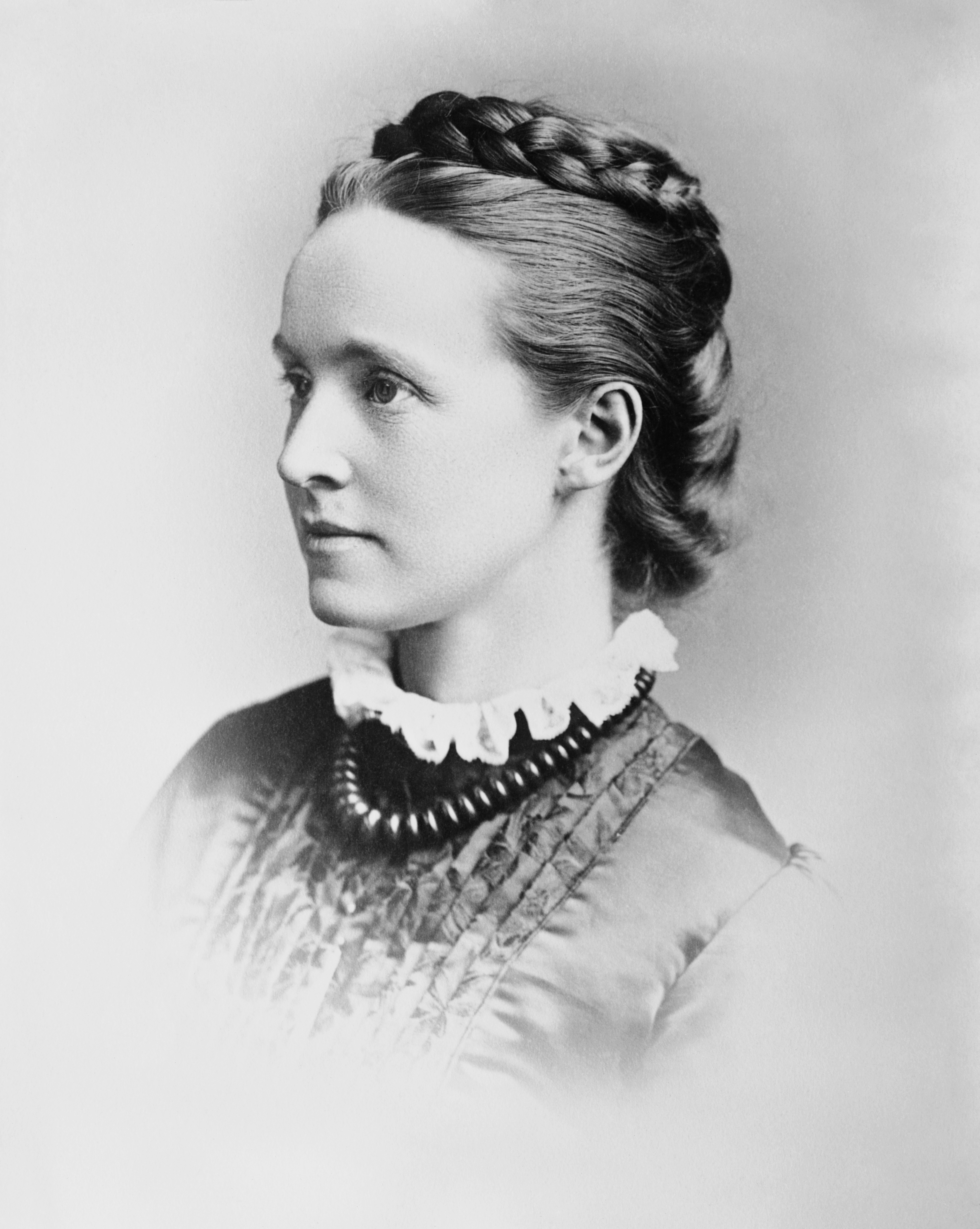
米利森特‧福塞特

1888年，全國中央婦女選舉權社會和全國婦女選舉權社會中央委員會分拆，1897年再度合併。
在帶領組織超過20年的米利森特‧福塞特主導下，兩個組織因此整合。「全國婦女選舉權聯盟」是個民主化組織，試圖透過平和與合法管道，特別是引介國會法案，並舉辦會議闡述宣揚她們的目標。
1903年時，女性社會與政治聯盟希望採取更積極行動，從全國婦女選舉權聯盟獨立出來。無論如何，聯盟仍繼續拓展，1914年全國已有超過500個分支，逾10萬名成員加入。雖然不是全部，但是絕大部分成員來自中產階級，有些則來自勞動階級。
1906年英國大選時，聯盟在每個選區皆設立委員會，以說服地方黨派選出提倡女性選舉權的候選人。
1907年2月9日，全國婦女選舉權聯盟舉辦了首場大型公開遊行，也就是廣為人知的「泥濘遊行」。福塞特於1911年的演說表示，她們的運動「就像冰川，移動雖緩慢，卻無法停下」。

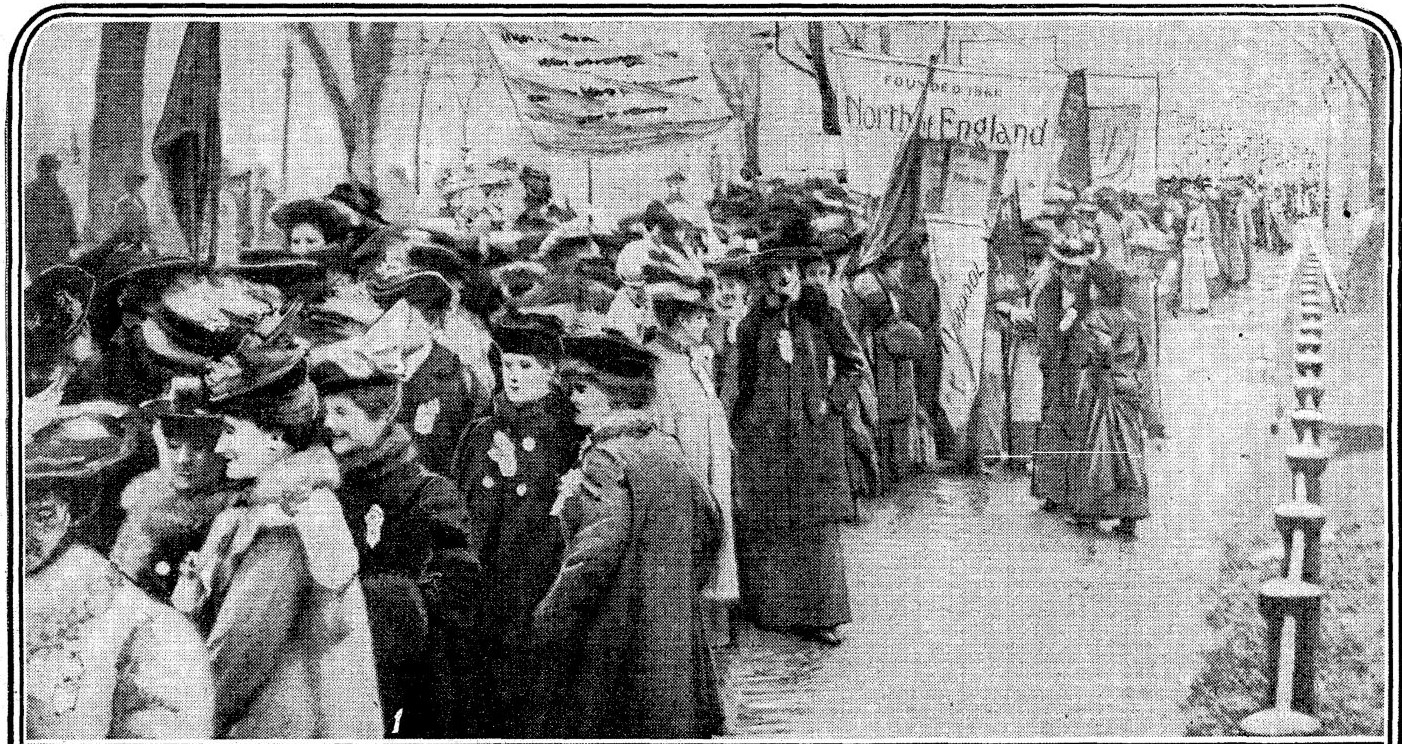
泥濘遊行

## 政治傾向
1912年以前，全國婦女選舉權聯盟為支持婦女投票權的候選人站台，但沒有與任何政黨結盟。1911年和解草案的出現促成了改變。當時這份草案獲得多數支持，但自由黨政府為了與愛爾蘭統一黨結盟，取得多數，堅持將剩下的議會時間拿來通過愛爾蘭自治法案，再加上議長羅斯反對婦女投票權，草案最後並沒有通過。
1903年起，工黨與自由黨結盟，領導階層對女性解放議題意見不一。不過，工黨在1913年的會議上，反對任何沒有包含女性投票權的選舉權法案。之後工黨便一直支持女性選舉權，直到一戰爆發為止。
福塞特對自由黨使出拖延戰術，及在選舉時幫助反對自由黨的工黨候選人感到憤怒。1912年，全國婦女選舉權聯盟成立了以馬歇爾（Catherine Marshall）為首的「選舉奮鬥基金」（EFF）委員會。選舉奮鬥基金支持工黨，並藉由與工黨結盟對自由黨施壓。1913年至1914年間，選舉奮鬥基金介入了4次缺額補選，雖然沒有讓工黨贏得席次，但成功讓自由黨損失了兩席。

## 延伸閱讀
- Hume, Leslie Parker. The National Union of Women's Suffrage Societies, 1897–1914. Modern British History, 3. New York: Garland, 1982. ISBN 978-0-8240-5167-9.